# Ferdynand Adamczyk
Ferdynand Korneliusz Adamczyk (ur. 13 września 1896 w Uchylsku, zm. 23 stycznia 1988 w Katowicach) – polski działacz plebiscytowy na Górnym Śląsku, uczestnik III powstania śląskiego, lekarz internista.

## Życiorys
Pochodził z chłopskiej rodziny Antoniego i Anny z Adamczyków. Miał młodszego brata Rudolfa, który był prawnikiem-kanonista, proboszczem parafii katedralnej w Katowicach. Ukończył gimnazjum w Zabrzu i rozpoczął studia medyczne; nauki (z przerwami) pobierał kolejno we Wrocławiu, Krakowie i Poznaniu, dyplom doktora wszech nauk lekarskich uzyskując w 1925. W czasie studiów należał do Związku Młodzieży Polskiej „Zet”. We Wrocławiu należał do Związku Akademików Górnoślązaków. W okresie akcji plebiscytowej (1921) działał w Polskim Komitecie Plebiscytowym w Raciborzu, organizował polskie zebrania, udzielał lekcji języka polskiego. Po plebiscycie wznowił studia w Krakowie, ale niebawem powrócił na Śląsk i wziął udział w III powstaniu. Był lekarzem I baonu w zabrskim pułku powstańczym im. Kościuszki, dowodzonym przez Pawła Cymsa. Ranny w walkach pod Kędzierzynem, leczony był w szpitalu Polskiego Czerwonego Krzyża w Sosnowcu, potem w Warszawie.
Po uzyskaniu dyplomu lekarza, w latach międzywojennych pracował m.in. jako ordynator oddziału wewnętrznego szpitala bonifratrów w Katowicach-Bogucicach (do 1933). Był również w Bogucicach kierownikiem Stacji Opieki nad Matką i Dzieckiem, lekarzem domowym w ramach kasy chorych, lekarzem szkolnym. Prowadził też prywatną praktykę, a także zajęcia szkoleniowe dla drużyn sanitarnych Związku Ochotniczych Kolumn Sanitarnych Polskiego Czerwonego Krzyża. Należał do Towarzystwa Gimnastycznego „Sokół” oraz Związku Powstańców Śląskich.
We wrześniu 1939 uczestniczył w obronie Katowic. Włączył się niebawem do ruchu oporu, był szefem służby sanitarnej organizacji „Ku wolności”, potem pozostawał związany z Polskim Związkiem Wolności. 
W 1945 powrócił do pracy lekarza w Katowicach. Pracował w powszechnej oraz w kolejowej służbie zdrowia do 1977, łącznie praktykował jako lekarz-internista w Katowicach-Bogucicach przez 52 lata.
Od 21 kwietnia1928 żonaty z Natalią Popiołek; z małżeństwa tego urodziło się dwoje dzieci, również związanych ze służbą zdrowia – syn Janusz, lekarz, oraz córka Halina (zamężna Klęczar), lekarz chirurg szczękowy.
Ferdynand Adamczyk zmarł 23 stycznia 1988 w Katowicach, pochowany został na cmentarzu przy ul. Francuskiej.

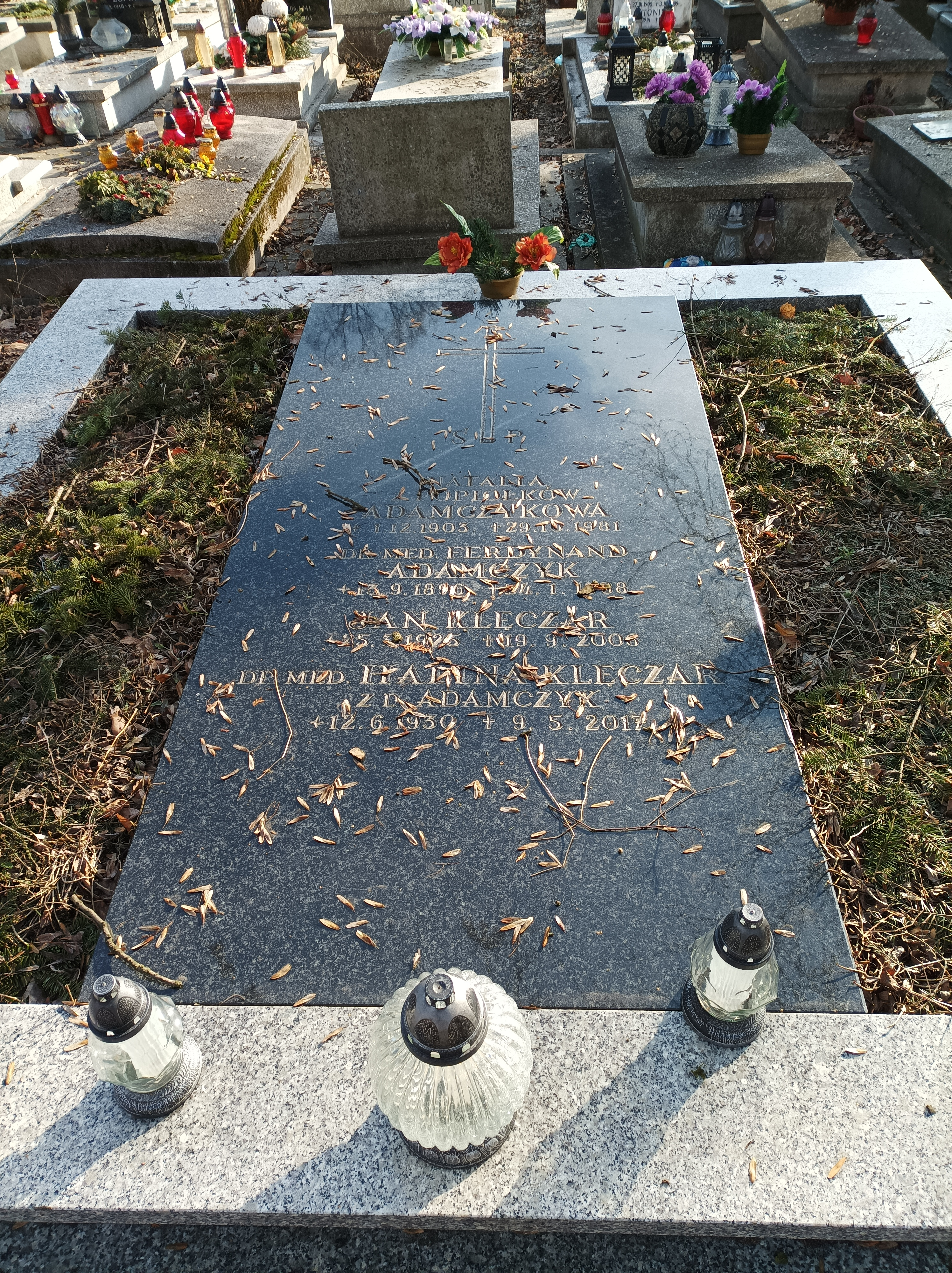
Grób Ferdynanda Adamczyka na kaplicy cmentarza przy ul. Francuskiej w Katowicach

## Ordery i odznaczenia
- Order Sztandaru Pracy
- Krzyż Kawalerski Orderu Odrodzenia Polski
- Złoty Krzyż Zasługi (5 sierpnia 1947)[2]
- Krzyż na Śląskiej Wstędze Waleczności i Zasługi[3]

## Upamiętnienie
Jedna z ulic w Katowicach nosi imię Ferdynanda Adamczyka.